# Musicians Institute
O Musicians Institute (MI) é uma escola de música privada no distrito de Hollywood, em Los Angeles, Califórnia fundada em 1977. Ela oferece cursos com certificado e cursos superiores de bacharelado em música.

## História

### Fundadores Howard Roberts e Pat Hicks
O Musicians Institute foi fundado em 1977 originalmente como The Guitar Institute of Technology como uma escola para guitarristas e baixistas. O currículo e estilo pedagógico foram construídos pelo guitarrista Howard Roberts (1929-1992). O empresário da indústria musical de Los Angeles Pat Hicks (Patrick Carroll Hicks; 1934-) foi cofundador, a quem é creditado a estrutura organizacional e gestão que transformaram a filosofia educacional de Howard Roberts em uma grande escola de música.
Quando de sua fundação, a educação formal em rock and roll em instituições de ensino superior limitava-se principalmente a poucas universidades e conservatórios que ofereciam estudos de jazz. E desde a fundação do Musicians Institute os estudos de jazz são um forte componente das ofertas curriculares. Roberts, quando fundou a escola, queria proporcionar aos aspirantes a músicos de rock and roll uma experiência de conservatório.
Atualmente, a educação musical abrangente no ensino superior, do bacharelado ao doutorado, abrange o rock and roll por diversas perspectivas, incluindo literatura, musicologia, história, artes cênicas, tecnologia, negócios e direito. Para músicos que buscam diplomas em performance, a proficiência em rock and roll é padrão, especialmente para aspirantes a músicos de estúdio.
O aumento na cquantidade de músicos contemporâneos com credenciais acadêmicas abrangentes nos últimos 50 anos é, em parte, resultado de mais programas universitárisos na área o que, por sua vez, aumentou a demanda por professores de música nas universidades. Como o Musicians Institute foi inovador na inserção do rock and roll no ensino superior – e há trinta anos começou a oferecer cursos de bacharelado em música – seus ex-alunos tem sido requisitados nestas instituições.
O empresário japonês Hisatake Shibuya (1937-) comprou a escola em 1994 e o Musicians Institute desenvolveu novos programas para se manter atualizado com a indústria musical moderna, inclusive expandindo para o Japão (dentro do ESP College of Entertainment).
O Musicians Institute oferece programas de performance instrumental para guitarra, baixo, bateria, teclado e canto. Programas da indústria musical incluem engenharia de áudio, artistas independentes, a Guitar Craft Academy e negócios musicais. A escola oferece cursos de bacharelado além dos certificados.

## Musician Institute Press
A Musicians Institute Press é a divisão do instituto focada na publicação impressa e em vídeo de aulas por instrutores. As publicações são distribuídas tanto pelo Musicians Institute quanto pelo Hal Leonard LLC. Desde 1997, o selo editorial é o Musicians Institute Press. Antes, entre 1982 e 1997, era o Musicians Institute Publications.

## Corpo docente de destaque[3]
Corpo docente – atual e antigo
Guitarra
- Chris Broderick
- Dean Brown
- Joe Diorio
- Ron Eschete
- Brett Garsed
- Paul Gilbert
- Jude Gold
- Scott Henderson
- Steve Lynch
- Alex Machacek
- Pat Martino
- Doug Rappoport
- Howard Roberts
- Dale Turner
- Carl Verheyen
- Dave Weiner
- Keith Wyatt
- David Oakes
- Jamie Glaser
- Dave Hill
- Joe Elliott
- Jennifer Batten

Baixo
- Tim Bogert
- Louis Johnson
- Stuart Hamm
- Bob Magnusson
- Chuck Rainey
- Alexis Sklarevski
- Greg Weiss (son of Larry Weiss)

Canto
- Debra Byrd
- Anika Peress

Percussão
- Cengiz Baysal (tr)
- Efa Etoroma
- Chuck Flores
- Horacio Hernandez
- Thomas Lang
- Glen Sobel
- Ralph Humphrey

Teclados
- Russell Ferrante
- Carl Schroeder
- Steve Weingart

Engenharia de Áudio
- TJ Helmerich

Indústria Musical, empreendedorismo
- Don Grierson
- Vicky Hamilton

Programa de artistas independentes
- Lisa Harriton, Chair
- Marko DeSantis

Pré-produção de músicas originais
- Richie Zito

Instrutores convidados – atuais e antigos
Guitarra
- Jimmy Boyle
- Kim Carroll
- Marty Friedman
- Steve Vai

Baixo
- Jaco Pastorius
- Alphonso Johnson
- Patrick "Putter" Smith
- Gary Willis

Percussão
- Thomas Lang
- Dom Famularo

Construção de guitarras
- Howard R. Paul

## Ex-alunos notáveis[4]
- Sharon Aguilar
- Howard Alden
- Juan Alderete
- Shane Alexander
- Ioannis Anastassakis (el)
- Viktoria Andersson (sv)
- Mateus Asato
- Corrado Sgandurra (it)
- John Ballinger
- Jennifer Batten
- Cengiz Baysal (tr)
- David Becker
- Jean Marc Belkadi
- Jeff Berlin
- Curt Bisquera
- Roberto Bossard (de)
- Jimmy Boyle
- Rolf Brendel (de)
- Gunnlaugur Briem (de)
- Bishop Briggs
- Norman Brown
- Jeff Buckley
- Bruce “Buck” Cameron
- Mike Campese
- Joacim Cans
- Sydnei Carvalho
- Giacomo Castellano (it)
- Alberto Cereijo (es)
- Jeffero Chan (zh)
- Hinson Chou Tsz Yeung (zh)
- André Christovam
- Tanya Chua
- Alessandro Cortini
- Rivers Cuomo
- Demir Demirkan
- Marcus Deml (de)
- Michael Denning
- Francesco DiCosmo
- Douglas R. Docker
- Kenan Doğulu
- Greg Edmonson
- Peter Engberg (fi)
- Backa Hans Eriksson (sv)
- Emil Ernebro (sv)
- Gustav Eurén (sv)
- Nelson Faria
- Big Chris Flores
- Kevin Fowler
- John Frusciante
- Shane Gaalaas
- Frank Gambale
- Greg Garman
- Synyster Gates
- Isabell Gerschke (de)
- Terje Gewelt
- Roney "Giah" Giacometti
- Paul Gilbert
- Kat Graham
- Shruti Haasan
- Kenya Hagihara (ja)
- Scott Henderson
- Tony Hernando (es)
- Magos Herrera
- Jimmy Herring
- Rick Hill
- Allen Hinds
- Pelle Holmberg (sv)
- Gabriel Improta (pt)
- Cherno Jobatey (de)
- R.J.Jones (sv)
- Elli Kokkinou
- Folayan Kunerede
- Dave Kushner
- Charles Olivier
- Wolfgang Laab (de)
- Lex Lang
- Daniel LeBlanc
- JinJoo Lee
- Chris Letchford
- LaToya London
- Ray Luzier
- Matt McJunkins
- Christopher Maloney
- Guernica Mancini
- Paul Masvidal
- Meja
- Miri Miettinen (fi)
- Nikki Misery
- Teri Moïse (nl)
- Sonny Moorman
- Rafael Moreira
- Taps Mugadza
- OX (Samer El Nahhal)
- Naomi Namasenda
- Ant Neely
- Ehsaan Noorani
- Stefan Olsdal
- Naoki Osawa (ja)
- Anderson .Paak
- Phillip Michael Pacetti
- Mimi Page
- Toss Panos
- Russ Parrish
- Patiparn Pataweekarn
- Marcus Paus
- Anel Paz
- Francisco Pachi Paz
- Ridho
- Rio (né Takeshi Kubo) (ja)
- Yannick Robert (fr)
- Constantine Roussos
- Mitsuhisa Sakamoto (ja)
- Ilya Salmanzadeh
- John Shanks
- Scott Shriner
- Kelly Simonz (ja)
- Marcus Singletary
- Micah Sloat
- Chad Smith
- Ashwin Sood
- Jorma Styng (fi)
- João Suplicy
- Midori Tatematsu
- Bobbi Taylor
- Shane Theriot
- Carl August Tidemann
- Jasmine (né Chu Ting)
- Jerry Torr
- Les Townsend
- Steve Vai (diploma honorário)
- Leonardo Valvassori
- Eric Vandenberg
- Jakob Wahlberg (sv)
- Brooke White
- Nick Wong (zh)
- Aguai Wu (zh)
- Keith Wyatt
- Yammy (ja)
- Jennifer York
- Jeff Young
- Zeeba
- Bibi Zhou
- Jeff Zwart (nl)

Códigos de idioma
hr = croata
de = alemão
el  = grego
es = espanhol
fi   = finlandês
fr   = francês
ja  = japonês
it   = italiano
nl  = holandês
sv  = sueco
tr   = turco
zh = chinês